# Pauselijke tiara

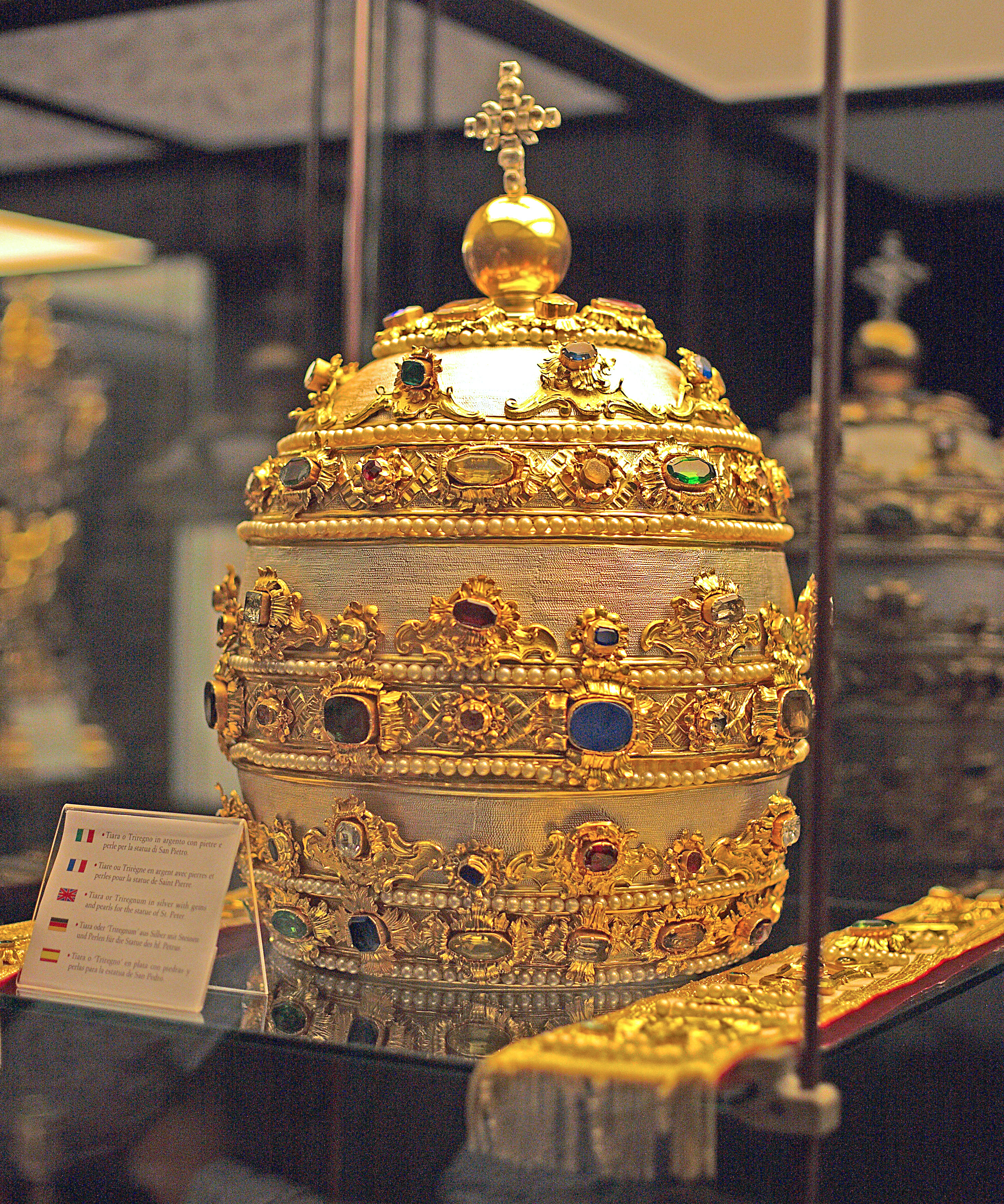
Tiara in de Sint-Pietersbasiliek, Vaticaanstad

Een pauselijke tiara, ofwel  triregnum (Latijn voor drie koninkrijken) is een tiara, dat vanaf de 8e eeuw tot de 20e eeuw door pausen van de Rooms-Katholieke Kerk werd gedragen. Het bestaat uit drie lagen, die vaak rijkelijk versierd werd met edelstenen, goud en symbolische motieven. De betekenis van de drie lagen staat niet vast en heeft zich door de eeuwen heen ontwikkeld. Het zou de drievoudige autoriteit van de paus kunnen symboliseren: de paus als priester, als leraar en heerser. Bovenaan zat meestal een kruis, ook werd er een kleine wereldbol aan toegevoegd, verwijzend naar de universele macht van de Kerk.
De tiara werd vooral gebruikt tijdens pauselijke kroningen en plechtige ceremonies van de vroege middeleeuwen tot de 20e eeuw.  Paus Paulus VI was  de laatste die in 1963 een tiara droeg; hij schonk deze later weg als symbool van eenvoud en nederigheid. Hoewel hij dit gebaar uitsluitend voor zichzelf en met betrekking tot zijn specifieke tiara stelde -en hoegenaamd niet voor ogen had dat zijn opvolgers de tiara niet langer zouden dragen, en nog minder om hen ertoe te verbinden, wat een paus in dergelijke materie ook niet kan- hebben zijn opvolgers besloten zich niet langer te laten kronen. Sindsdien is de tiara niet meer in gebruik. De pauskroning werd vervangen door een inauguratie met een eenvoudiger mijter als hoofddeksel. Hoewel de tiara nog steeds een krachtig symbool blijft in de katholieke traditie, wordt ze nu vooral bewaard als historisch en kunstzinnig relikwie in de Vaticaanse musea. Daarentegen komt een afbeelding van de pauselijke tiara nog wel voor op pauselijke wapenschilden. Pausen Benedictus XVI, Franciscus en Leo XIV hebben de tiara niet langer opgenomen in hun persoonlijk wapenschild.

Wapen van vaticaanstad